# Maurice de Gandillac
Maurice Patronnier de Gandillac (Koléa (Algerije), 14 februari 1906 – Neuilly-sur-Seine, 20 april 2006) was een Franse filosoof.
Gandillac was werkzaam als hoogleraar in de wijsbegeerte aan de Universiteit van Parijs (beter bekend onder de naam Sorbonne), waar hij onder meer les gaf aan later bekend geworden filosofen als Jacques Derrida en Gilles Deleuze.
Hij schreef een omvangrijk filosofisch oeuvre, zowel wat betreft de middeleeuwen, de Italiaanse dichter/schrijver Dante alsmede de moderne tijd. Daarnaast vertaalde hij werken van gerenommeerde buitenlandse (vooral Duitse) filosofen in het Frans.
Hij publiceerde zijn memoires onder de titel Le siècle traversé.
Maurice de Gandillac overleed in 2006 op honderdjarige leeftijd.